# Козацьке (Тульчинський район)
Коза́цьке (вимоваⓘ) — селище в Україні, у Студенянській сільській громаді Тульчинського району Вінницької області. Населення становить 57 осіб.

## Історія
За легендою, сучасна назва поселення походить від Вільних козаків, один з підрозділів яких квартирувався тут під час визвольних змагань українського народу 1917–1921 рр.
У серпні 2015 року селище увійшло до складу новоствореної Студенянської сільської громади.
12 червня 2020 року, відповідно до Розпорядження Кабінету Міністрів України  № 707-р «Про визначення адміністративних центрів та затвердження територій територіальних громад Вінницької області», увійшло до складу Студенянської сільської громади.
19 липня 2020 року, в результаті адміністративно-територіальної реформи та ліквідації Піщанського району, селище увійшло до складу Тульчинського району.

## Галерея

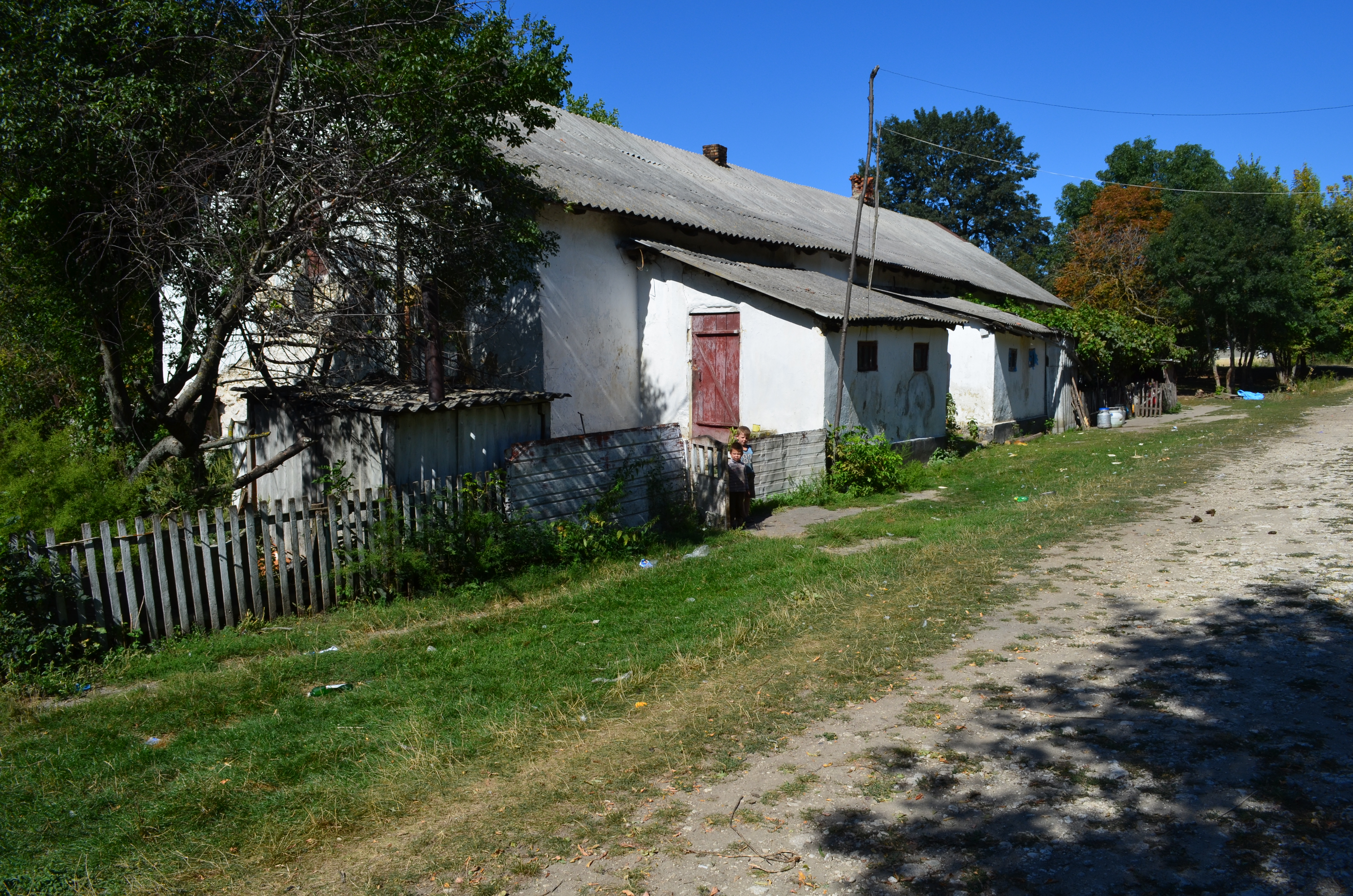
Діти біля будинку в Козацькому
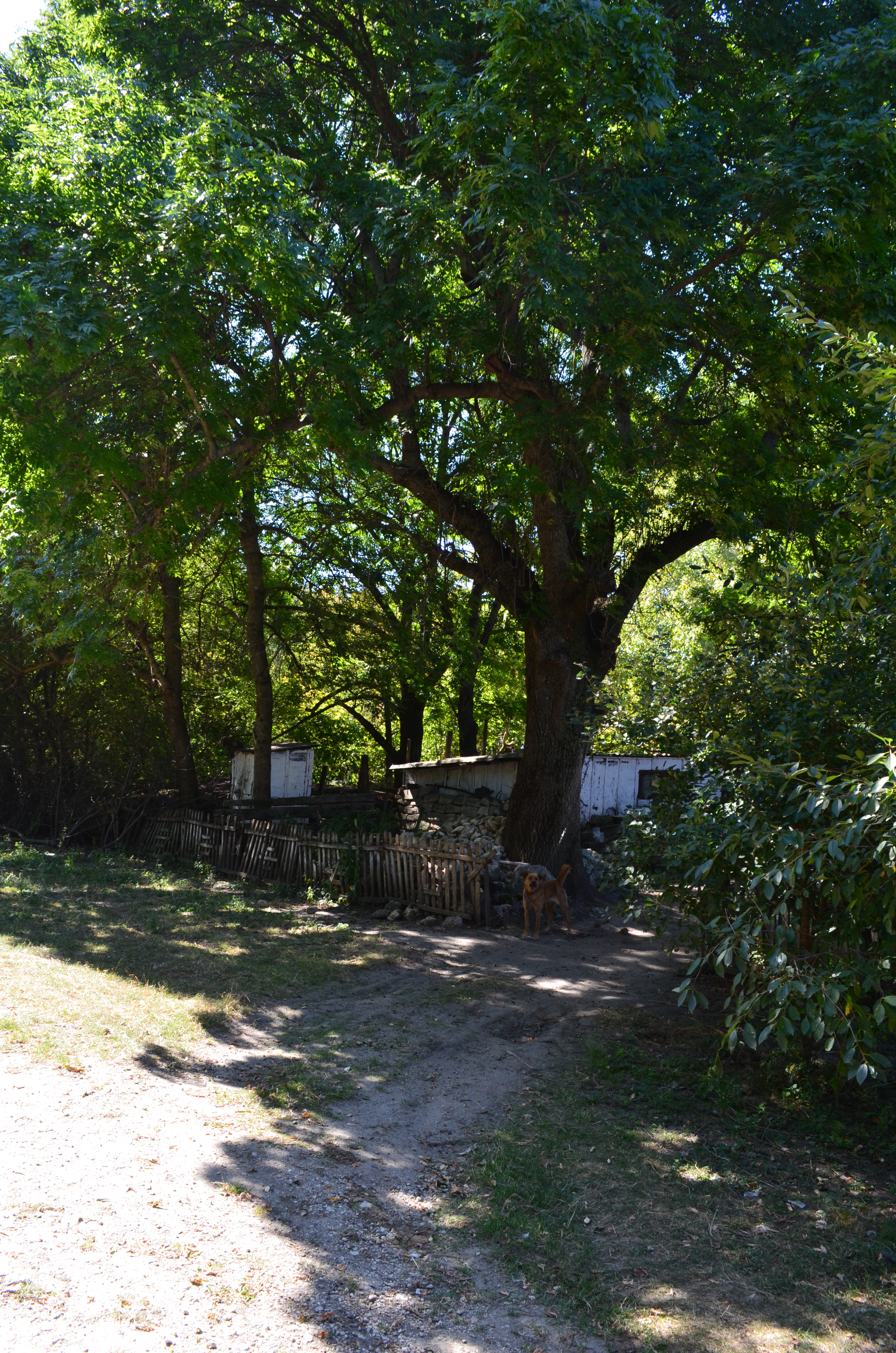
Дуб на приватній садибі
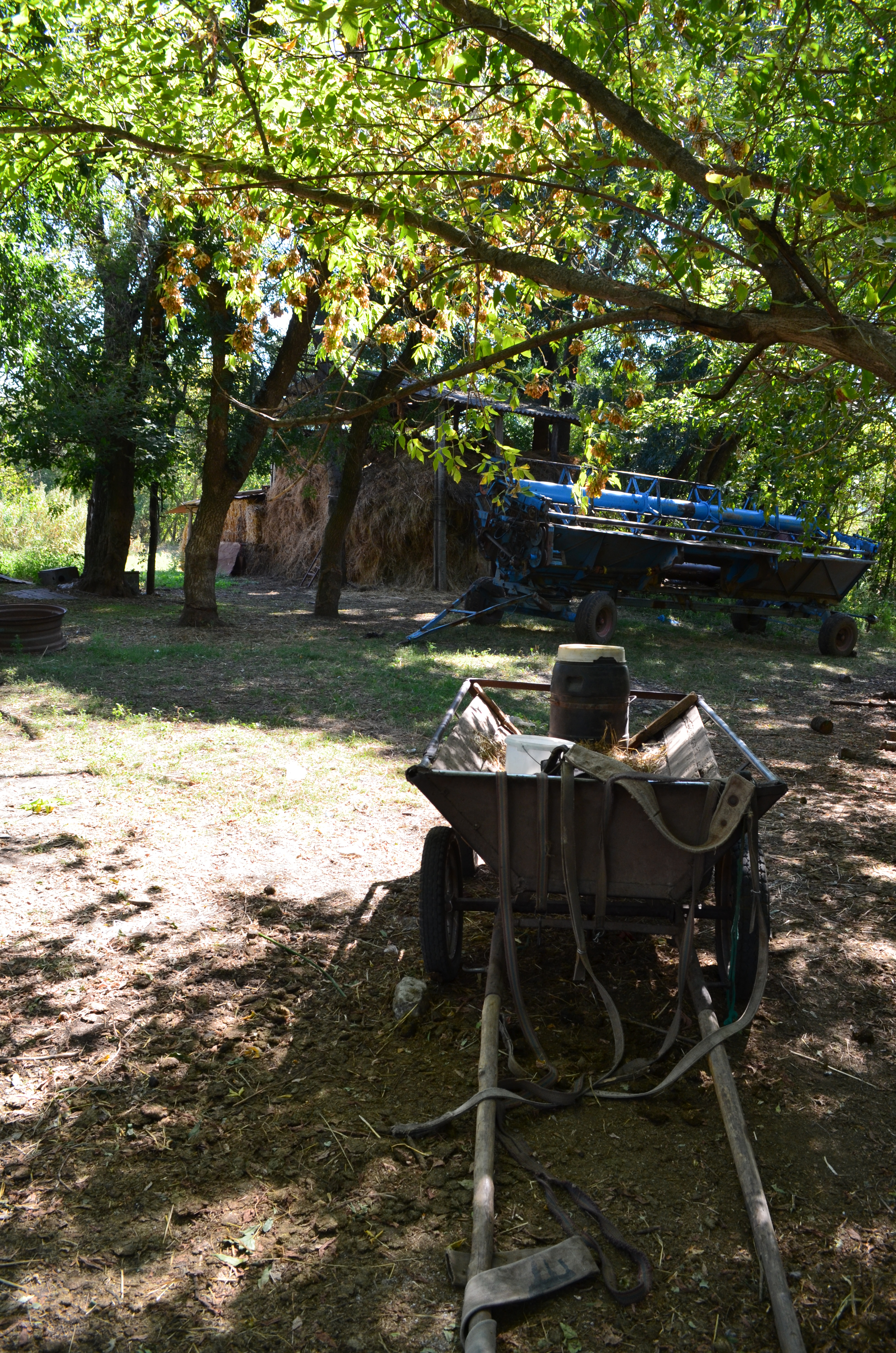
Сільськогосподарський інвентар
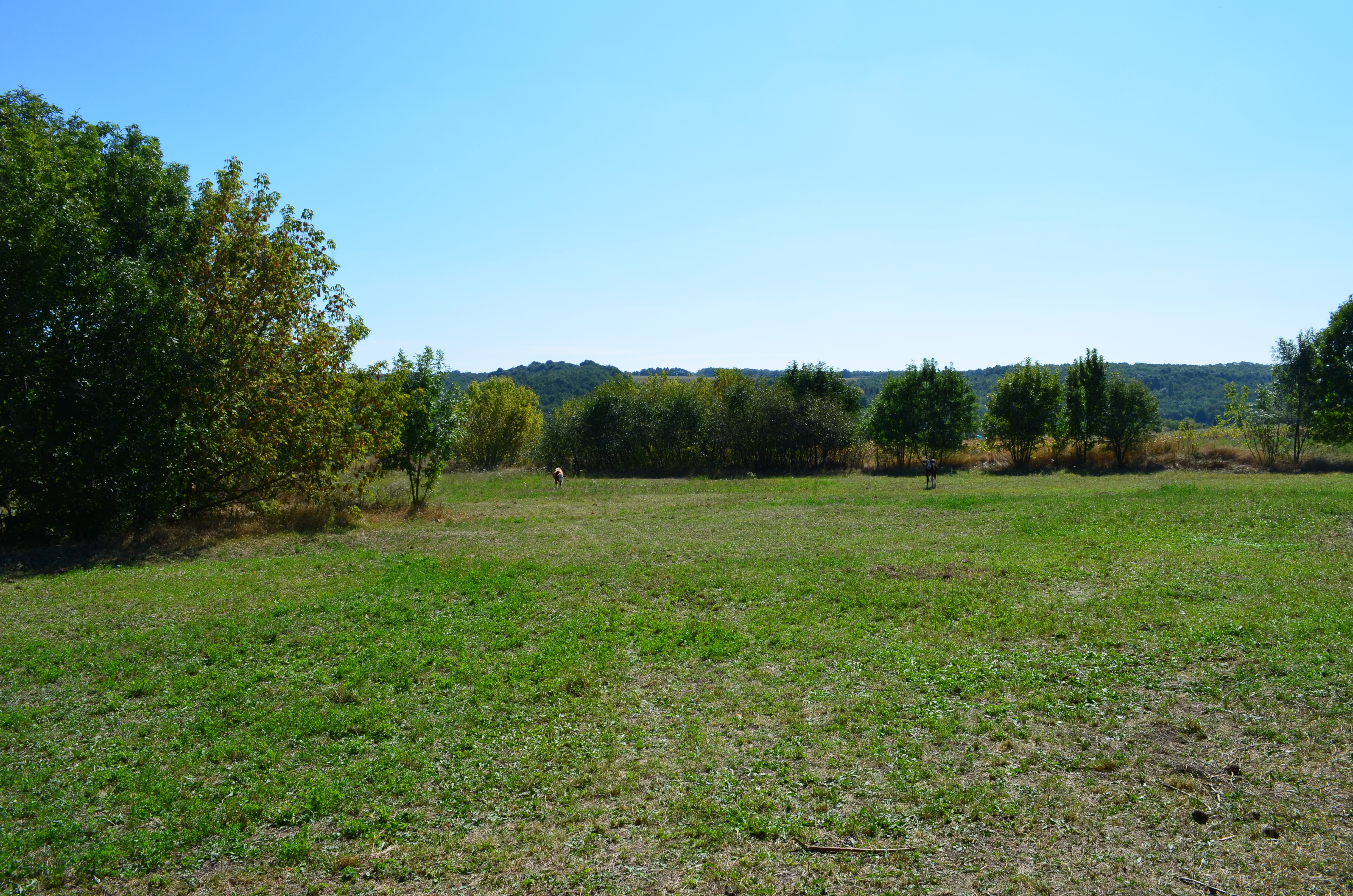
Поляна
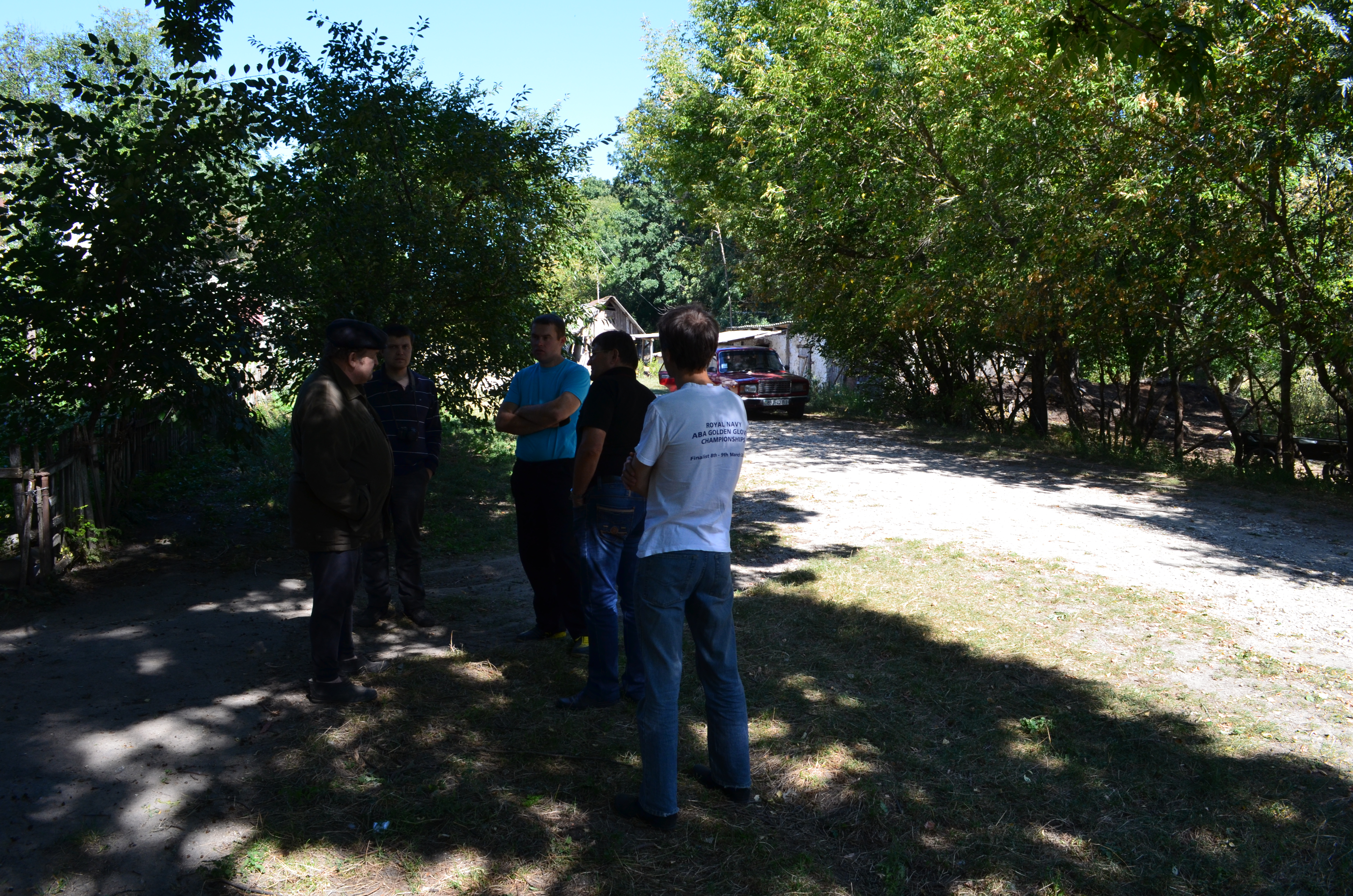
Розмова з місцевим жителем
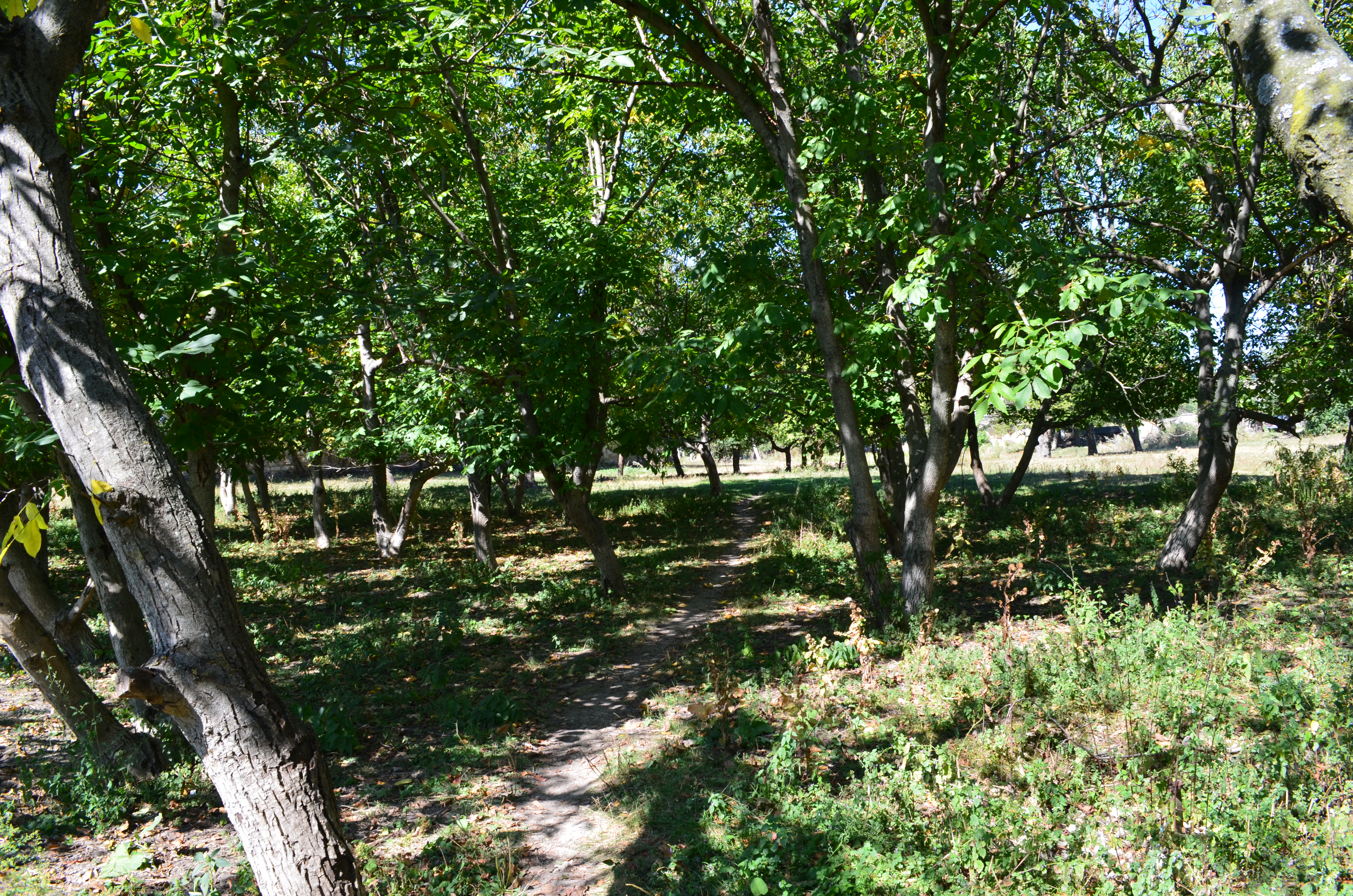
Сади
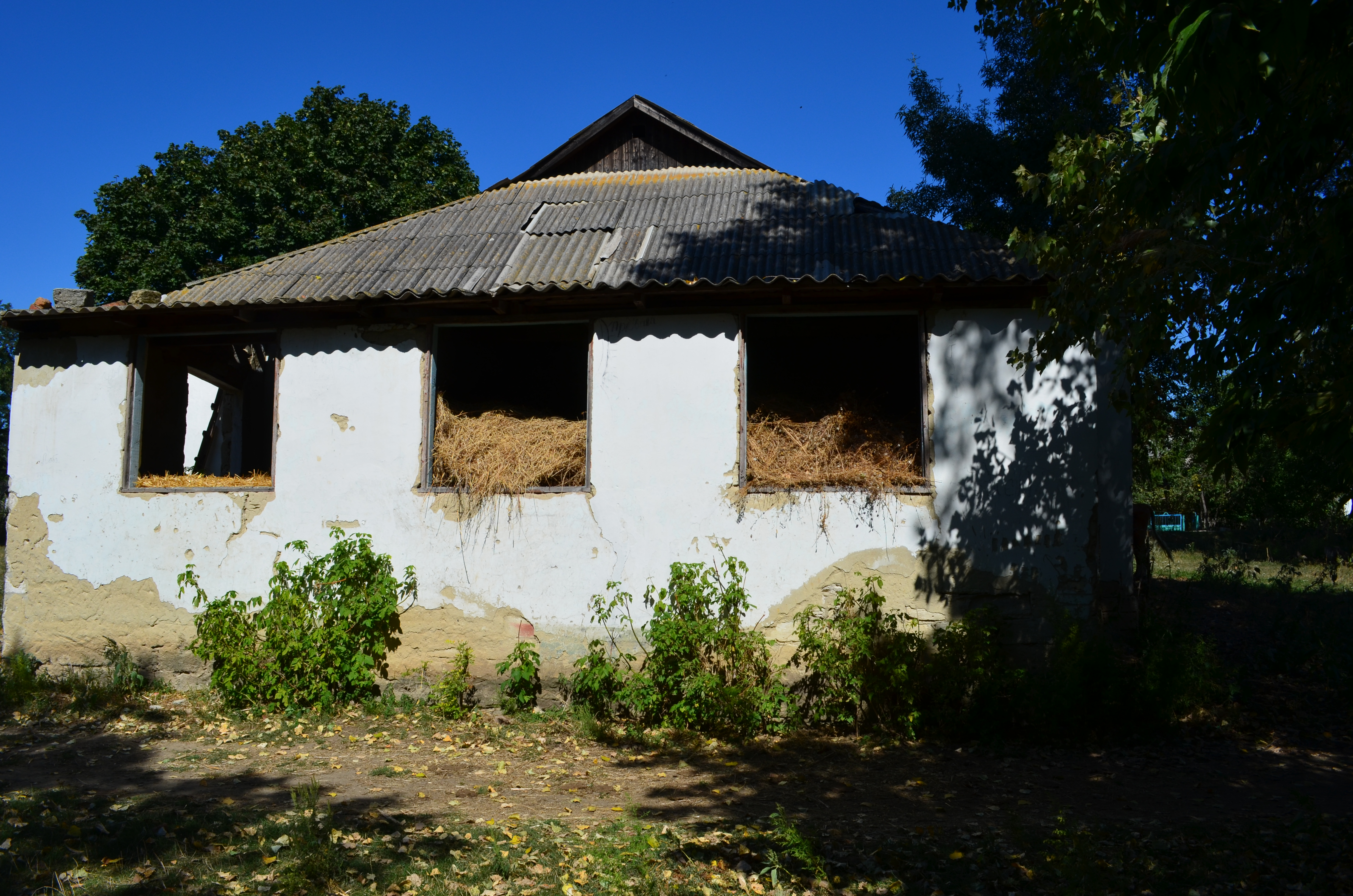
Стара будівля, де зберігається солома
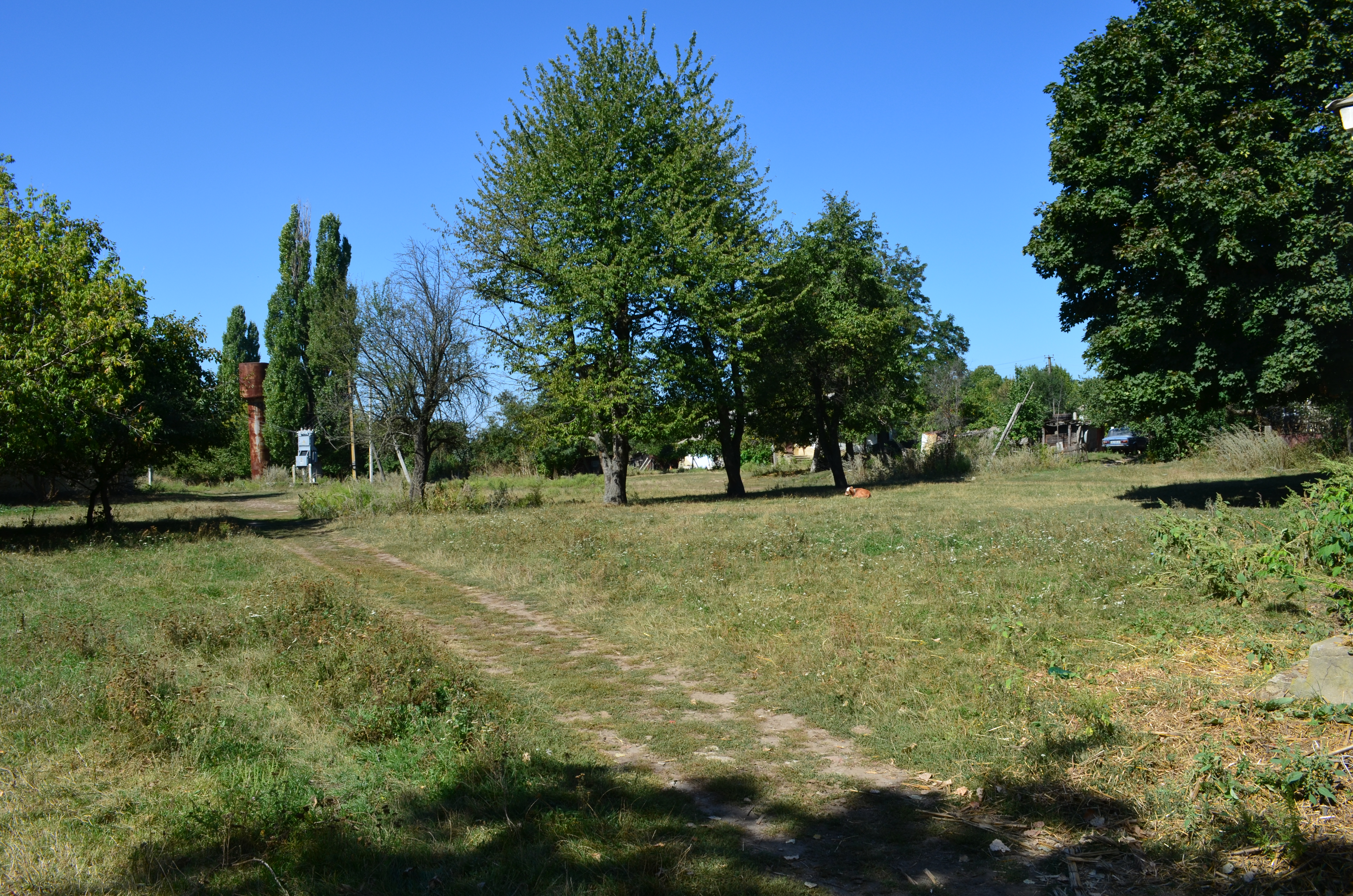
У селі
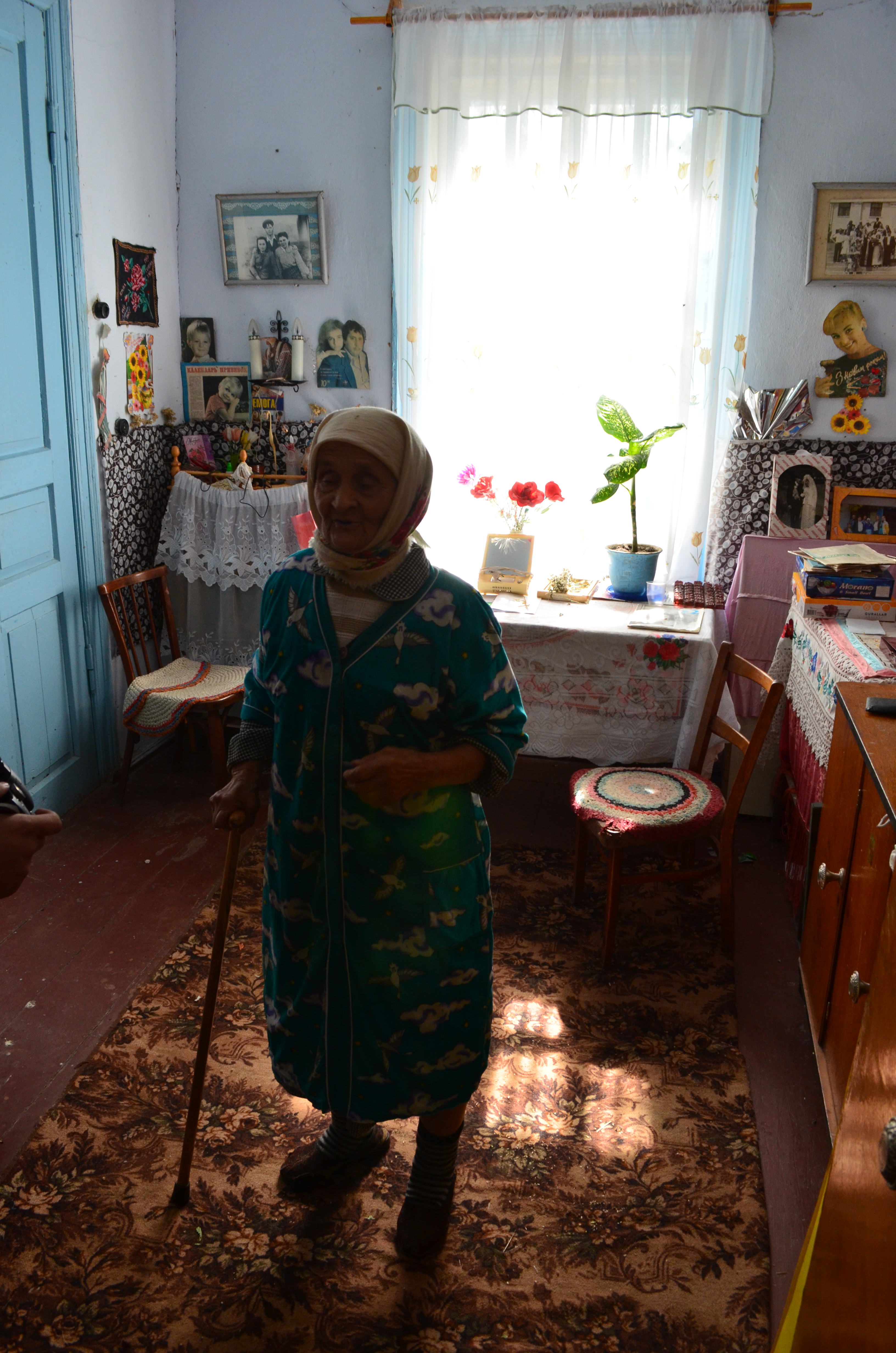
Подлєсна (Довгань) Євгенія Митрофанівна — найстарший житель селища, нагороджена орденами за трудові досягнення та учасник Великої Вітчизняної війни.